# Цис-гідроксилювання за Вудвордом
Цис-гідроксилюва́ння за Ву́двордом — гідроксилювання олефінів дією йоду та аргентум ацетату в зволоженій ацетатній кислоті, що відбувається з утворенням цис-гліколів. Реакція названа на честь її першовідкривача — Роберта Бернса Вудворда.
Реакція знайшла застосування в цис-гідроксилюванні подвійних зв'язків у деяких стероїдних сполук.